# El Peñasco
El Peñasco är en ort i Mexiko.   Den ligger i kommunen Cuilápam de Guerrero och delstaten Oaxaca, i den sydöstra delen av landet, 400 km sydost om huvudstaden Mexico City. El Peñasco ligger 1 568 meter över havet och antalet invånare är 281.
Terrängen runt El Peñasco är kuperad åt nordväst, men åt sydost är den platt. Terrängen runt El Peñasco sluttar österut. Runt El Peñasco är det tätbefolkat, med 570 invånare per kvadratkilometer. Närmaste större samhälle är Oaxaca de Juárez, 11,1 km nordost om El Peñasco. I omgivningarna runt El Peñasco växer huvudsakligen savannskog.